# 河田烈
河田烈（かわだ いさお，1883年9月24日—1963年9月27日），日本東京府，日本財政官僚，曾任大藏大臣。

## 生平
出生於東京府，1934年任岡田内閣的内閣書記官長、同年被敕選為貴族院議員。1940年（昭和15年）擔任第2次近衛内閣之大藏大臣。
二戰期間未參政、1941年（昭和16年）任東亞海運社長、1944年（昭和19年）任台灣拓殖社長、1945年（昭和20年）就任大成火災海上社長、戰後被公職追放。
1952年受時任日本首相吉田茂任命為中日和平條約之全權代表，前往臺北與中華民國政府進行和約之談判與簽署。

## 榮譽
- 1921年（大正10年）7月1日 - 第一回国勢調査記念章[2]

## 出典
1. ↑  湯, 晏. . 新北市: 衛城出版. 2015: 296–322. ISBN 978-986-91093-5-2.
2. ↑  『官報』第2858号・付録「辞令」1922年2月14日。